# Johanne Petersen
 Ikke at forveksle med Johanne Fritz-Petersen.
Johanne Christine Petersen (23. september 1847 i København – 24. marts 1922 sammesteds) var en dansk forstanderinde, søster til Henriette Petersen.
Hun var datter af skomagermester Jens Bent Petersen (1821-1904) og Wilhelmine Christine Fristrup (1815-1885) og voksede op i en velbeslået håndværkerfamilie. I 1870 var hun indlagt på Diakonissestiftelsen og mødte præsten Hans Knudsen, som fortalte hende om sine planer for en institution for vanføre (personer med handicap). Petersen blev i 1874 fast involveret som leder af håndværkerskolen under den ny institution, Samfundet for Vanføre, som blev stiftet 1872, og i 1886 efterfulgte hun Hans Knudsen som forstander. I 1890 stiftede hun Hjemmet for Vanføre, og begge institutioner (fra 1908 under fælles navn af Samfundet og Hjemmet for Vanføre) ledede hun til sin død; fra 1894 assisteret af sygeplejersken Thora Fiedler og fra 1896 af lærerinden Thora Constantin-Hansen. Ved institutionens femogtyveårsjubilæum i 1897 modtog hun Fortjenstmedaljen i guld.
Hun er begravet på Vestre Kirkegård.
Johanne Petersen er gengivet i et relief af Anne Marie Carl Nielsen 1910 (Sahva) og i et portrætmaleri af C.V. Aagaard (sammesteds). Foto.